# مارك بيرك (لاعب كرة قدم أمريكية)
مارك بيرك (بالإنجليزية: Mark Burke)‏ هو لاعب كرة قدم أمريكية أمريكي، ولد في 10 يونيو 1954 في مارييتا في الولايات المتحدة.

## وصلات خارجية
- مارك بيرك على موقع مرجع كرة القدم المحترفة.كوم (الإنجليزية)